# Hydrotermisk væld
Et hydrotermisk væld eller et hydrotermisk kildevæld er en sprække i en planets havbund fra hvilken geotermisk opvarmet vand strømmer ud - ofte skoldende varmt. Opløst i kildevældets vand er der en lang række ioner, kemiske forbinderser, spormineraler og luftarter (se billedet). Hydrotermiske væld findes almindeligvis nær vulkansk aktive zoner, områder hvor tektoniske plader bevæger sig fra hinanden, oceaniske bassiner og hotspots.
Både ved hydrotermiske væld på landjorden og i havene findes der righoldige biologiske miljøer med mange ekstremofile organismer. Forskere anser undersøiske hydrotermiske væld for det mest sandsynlige miljø for det første liv på Jorden.
Aktive hydrotermiske væld menes også at eksistere på Jupiters måne Europa og Saturns måne Enceladus, og man spekulerer på, om hydrotermiske væld har eksisteret i tidernes morgen på Mars.